# ما بعد الصهيونية
ما بعد الصهيونية هو مصطلح سياسي يشير إلى مجموعة من العلماء الإسرائيليين تشمل المؤرخين الجدد وعلماء الاجتماع النقديين. وقد تأثر بهم عدد من العاملين في حقول الثقافة والفن والأدب. ويُستخدَم مصطلح «ما بعد الصهيونية» للإشارة إلى انحسار الأيديولوجية الصهيونية ودخول التجمُّع الصهيوني عصر ما بعد الأيديولوجيات. (كلمة «بعد» في الخطاب الفلسفي الغربي تعني أن النموذج المهيمن قد ضمر وذوي ولم يولد نموذج جديد يحل محله، أي أن ثمة أزمة على مستوى النموذج لم يظهر لها حل بعد ولعلها تعني أيضاً «نهاية»).

## ظهور ما بعد الصهيونية
تكرست الرواية الصهيونية (لاحقاً: الإسرائيلية الرسمية) لأحداث العام 1948 وما تلاها من أحداث تتعلق بقيام دولة إسرائيل وتهجير اللاجئين الفلسطينيين في الثقافة الإسرائيلية، واقتصرت هذه الرواية على صورة معينة اكتفت بعرض قصة تاريخية لم تتعرض للكثير من النقد والتحليل، وبالتالي كانت النتيجة صورة مختلفة للتاريخ تكرست في النظم التعليمية والثقافية في المجتمع الإسرائيلي.
منذ الخمسينات أخذت بعض الشخصيات الإسرائيلية ذات الارتباط بالحركات الماركسية وبعض دوائر اليسار الصهيوني بالطعن في الرؤية الصهيونية الكلاسيكية للتاريخ الإسرائيلي. وبداية من الثمانينات (خاصة بعد توقيع اتفاقية كامب ديفيد 1977) اتجه مزيد من الكتاب والمؤرخين إلى تجمعات نخبوية وفكرية أسهمت لاحقاً في بروز مصطلح جديد على الساحة الإسرائيلية هو المؤرخون الجدد قبل أن يسهم ذلك في بروز ظاهرة ما بعد الصهيونية.
فحوى أفكار هذه المجموعة هي تحدي الأساسيات الصهيونية والمعايير التي وضعتها، وإعادة التساؤل حول التصرفات الصهيونية منذ بدايتها عام 1880، ووضعها أمام المحاكمات التاريخية. من ناحية أخرى طرح بعضهم وجهة النظر القائلة بضرورة إعادة النظر في السعي الصهيوني لدولة قومية يهودية على أراضي فلسطين، كما يدعم أفراد هذه المجموعة إسرائيل كدولة علمانية لكل مواطنيها.
التحدي الذي يخوضه تيار ما بعد الصهيونية لا ينطلق فقط من تحديه للتفسيرات الصهيونية، بل من قيامها بالتحقق من دور الأكاديميا الإسرائيلية في تزويد هذه التفسيرات بالأسس العلمية. انتقد هؤلاء المفكرون الدور الذي تقوم به الأكاديميا في تشكيل الصورة الذاتية للصهيونية وتفسيراتها. ، وبالرغم من أن هذه المدرسة ظهرت بشكل واضح في الأكاديميا إلا أنها انتقلت لاحقاً إلى مجالات أوسع، إذ يمكن العثور عليها في الصحافة والأدب والسينما، وبذلك انتقل الحوار من الجامعات الأكاديمية إلى الحيز العام (خاصة بعد 1996)، وأخذ مزيد من الأفراد الإسرائيليون يفكرون في مثل هذه القضايا بطرق جديدة، بل وتشجع المزيد من الناس في قطاعات مختلفة في إسرائيل على إعادة التفكير بالصهيونية ودورها في المجتمع الإسرائيلي. وبذلك يمكن القول إن السبب الذي يجعل منهم ظاهرة حقيقية في المجتمع هو دخولهم إلى الوعي العام الإسرائيلي.

## العلاقة بين ما بعد الصهيونية والمؤرخين الجدد
في عام 1993 ظهر إلى الحيز العام الإسرائيلي مصطلح «ما بعد الصهيونية»، فقد انضم إلى المؤرخين الجدد باحثون من مجالات متعددة بما فيها العلوم الاجتماعية التي تتساءل عن ممارسات صهيونية كبرى. ويبدو أن ظهور هؤلاء الكتاب قد وسع من آفاق المؤرخون الجدد وقادهم إلى مجالات أوسع، لا تتعلق فقط بنقد التاريخ السياسي الإسرائيلي وأحداث العام 1948، بل تعداه ليتضمن مجموعة أكبر من الكتاب والعلماء في مجالات أوسع.
لكن المصطلح «ما بعد الصهيونية» تبلور بشكل واضح في كتابات مجموعة من العلماء والكتاب خاصة علماء الاجتماع النقديين الذين واجهوا الرواية الرسمية فيما يتعلق بنشوء المجتمع الإسرائيلي وعلاقته بالفلسطينيين والعالم تاريخياً. ويمكن وصف هذه الكتابات بأنها طعنت في الافتراضات التي وضعتها الصهيونية وحاولت إعادة محاكمتها تاريخياً (على غرار المؤرخين الجدد) واجتماعياً. لقد جاء «ما بعد الصهيونية» كتفاعل مع ظاهرة المؤرخون الجدد ونتيجة لها، قبل أن تضمها ضمن مجموعة أكبر لا تقتصر على محاكمات تاريخية للصهيونية بل تمتد إلى مجالات اجتماعية وسياسية. وبذلك يمكن اعتبار «ما بعد الصهيونية» كظاهرة أوسع من «المؤرخين الجدد» لأنها تضم إلى جانب المؤرخين مجموعة من علماء الاجتماع والآثار والهيستوغرافيا.
إن الغموض الذي يكتنف نشأة الصلة بين ما بعد الصهيونية والمؤرخون الجدد يأتي في سياق جدل ثقافي سياسي واسع في مسألة ما بعد الحداثة في إسرائيل، ولم تكن هذه الصلة مفهومة ضمناً لأن انتقاد جوهر الصهيونية كان يحدث تحت عنوان قيم حديثة تؤكد على قضايا الإنسان، وليس ضمن أسس أيديولوجية معارضة للصهيونية أو مواقف داعمة للفلسطينيين.
يقول إيلان بابيه إن «ما بعد الصهيونية» هي مزيج من الأفكار المعادية للصهيونية والتصورات الواقعية لما بعد الحداثة. أما مصطلح ما بعد الحداثة المرتبط بما بعد الصهيونية فهو مستمد من ميل بعض الكتاب لإظهار أن الواقع الحالي مرحلة انهارت فيها الحقائق الصهيونية، وبالتالي فهم قادرين على تفكيك الواقع.
ولذلك فإن هذه المجموعة أثارت غضب الصهاينة على الرغم من غموض توجهاتها وانطلاقاتها الأيديولوجية، فبحسب إدوارد سعيد فإن مجموعة «ما بعد الصهيونية» هي مجموعة غير متجانسة في مواجهة الصهيونية، فهؤلاء المؤرخون التصحيحيون والعلماء يعملون على تحدي الرواية الصهيونية فيما يتعلق بنزوح عام 1948، وباقي المسلمات الصهيونية، ويعيدون النظر فيها من جديد دون أن يكون لهم تيار موحد أو مجموعة منظمة تجمعهم أو تضعهم في إطار واحد.

## المواقف العربية منهم
إن السمة العامة للنقاشات العربية حول هذه الظاهرة تتسم بأنها نقاشات محدودة، وتقوم بالأساس على الجدال الدائر حول جدوى وأهمية ما يطرحه هؤلاء المفكرون، وضرورة استثناء هؤلاء من سياسية رفض التطبيع مع الإسرائيليين.
إن الموقف الفلسطيني العام من هؤلاء المؤرخين والعلماء هو «الترحيب البارد» بأطروحاتهم فمن جهة هم يرحبون بأطروحات هؤلاء المفكرين، ويهتمون بها، على اعتبارها تقف ضمنياً إلى جانب حقوق الشعب الفلسطيني، لكنهم في الوقت نفسه يشككون في منطلقات هذه المدرسة ويحذرون من التعامل معها في كثير من الحالات. .
ففي حين يقلل بعض الباحثين العرب -كعبد القادر ياسين- من أهمية ما كتبوه معتبراً كتاباتهم انعكاساً لأزمة ضمير أكاديميين على ما اقترفه آباؤهم، في محاولة منهم لغسل تاريخ دولة وتنظيفه من الملوثات التي صاحبته منذ قيامها، وأنه حان الوقت لتقديم إسرائيل كدولة واقعية ، يرى آخرون كالأكاديمي الفلسطيني وليد الخالدي هذا التيار مهماً في تصويب الحقائق المتعلقة بقضية تهجير اللاجئين وإعادة تشكيل الصورة كما حدثت واقعياً، ويعتقد أنها ضرورة لأية تسوية سياسية خاصة أنها تتعلق بالعدالة التاريخية للشعب الفلسطيني، أما بعض الباحثين العرب فيرون أن جهود هؤلاء المفكرين لا تتعدى الدفاع عن المشروع الصهيوني وإنتاجه من جديد، ويحذرون من الانجرار وراء أطروحاتهم أو المبالغة في إعطائهم أهمية كبيرة.
أما أول من رأى أن هذه الظاهرة لا تمثل إلا استكمالاً للمشروع الصهيوني فهو كلوفيس مقصود الذي اعتبرها تأتي ضمن إطار الصهيونية وليست خروجاً عنه.
ويمكن إجمال المواقف العربية منهم بتصنيفات الدكتور صالح عبد الجواد التي جاءت على النحو الآتي:
- الموقف الأول: ينظر إلى إنتاجهم باعتباره انتاجاً غير متوازن تاريخياً لكن يمكن الاستفادة منه سياسياً، وباعتبار أن أهميته تنتج عن موافقته وتأكيده على ما قاله الفلسطينيون حتى لو كان جزئياً.
- الموقف الثاني: لا يرى أي أهمية إيجابية لهم، بل يعتبرها محاولة للخروج من المأزق الأخلاقي لإسرائيل، كما يرى البعض أن أعمالهم هي أزمة ضمير الأكاديميين على ما اقترفه آباؤهم بحق الفلسطينيين، وأن هذه الاعترافات تأتي كعملية غسل لتاريخ دولة إسرائيل الملوث.
- الموقف الثالث: يعتقد آخرون أن هذه الأعمال تعتبر جزءاً من الدعاية الرسمية الإسرائيلية، وأن أهميتها تأتي من كونها أكثر تعقيداً وتتخفى خلف مظاهر كاذبة من الأساليب الأكاديمية، وأن أعمالهم ما هي إلا استكمال للمشروع الصهيوني.

## أبرز الكتاب
من أبرز كتاب ظاهرة ما بعد الصهيونية نجد بيني موريس وايلان بابي وتوم سيغف وشلومو ساند وأفي شلايم وباروخ كيمرلنج وسيمحا فلابان وأوري رام وأوري أفنيري وجرشون شافير.